# クリストファー・ウォール
クリストファー・ウォール（Christopher Whall、1849年-1924年）は、英国のステンドグラス作家。アーツ・アンド・クラフツ運動のステンドグラス作家の中でもっとも影響力の大きかった作家の一人。

## 経歴
1880年代からステンドグラスのデザインを始め、1907年、ステンドグラス工房を設立した。
 

## 作品
- グロスター大聖堂聖母礼拝堂ステンドグラス
- 「聖アグネス」ビクトリア・アンド・アルバート美術館蔵

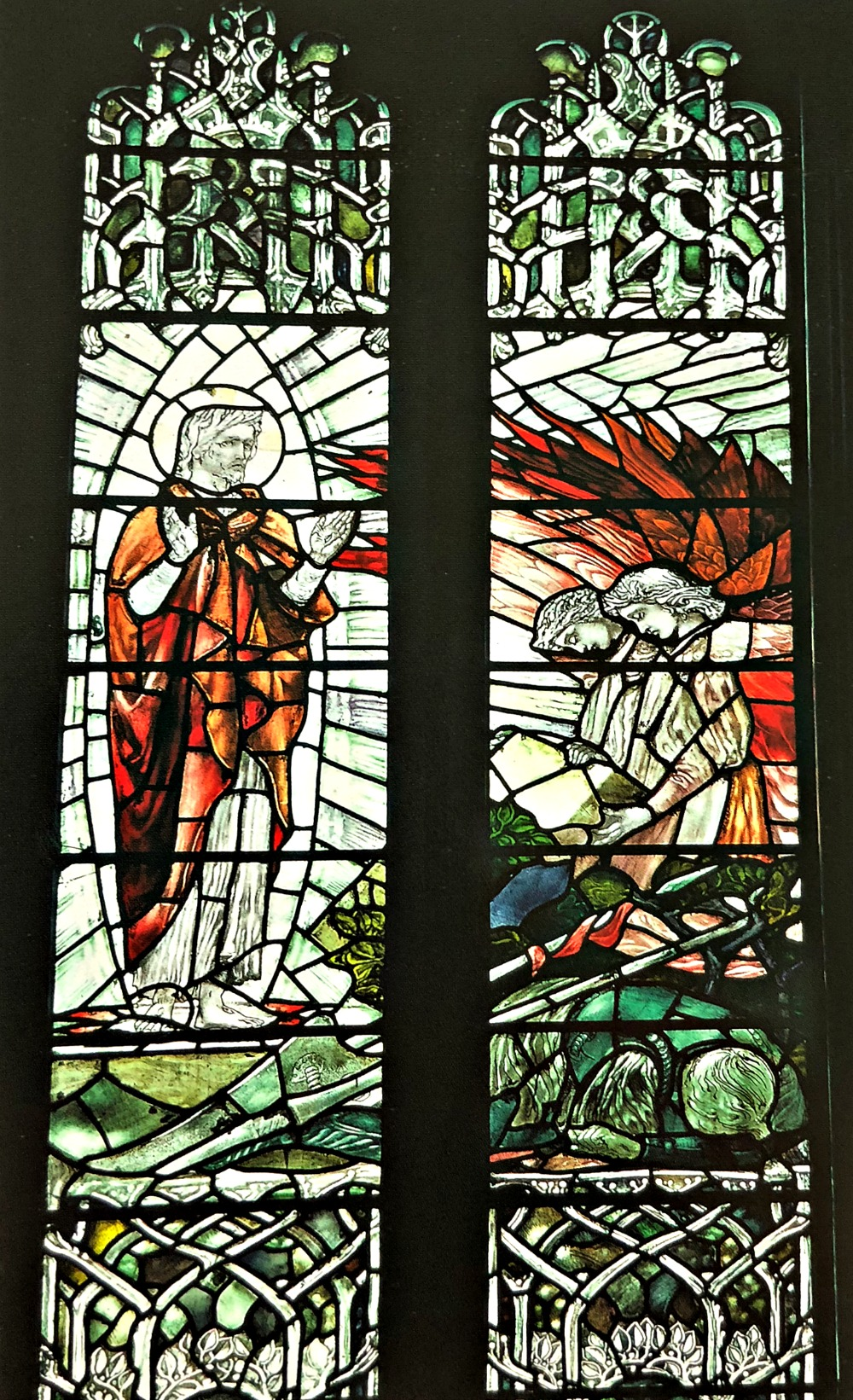
St. Clement's Church, Boscombe, Dorset
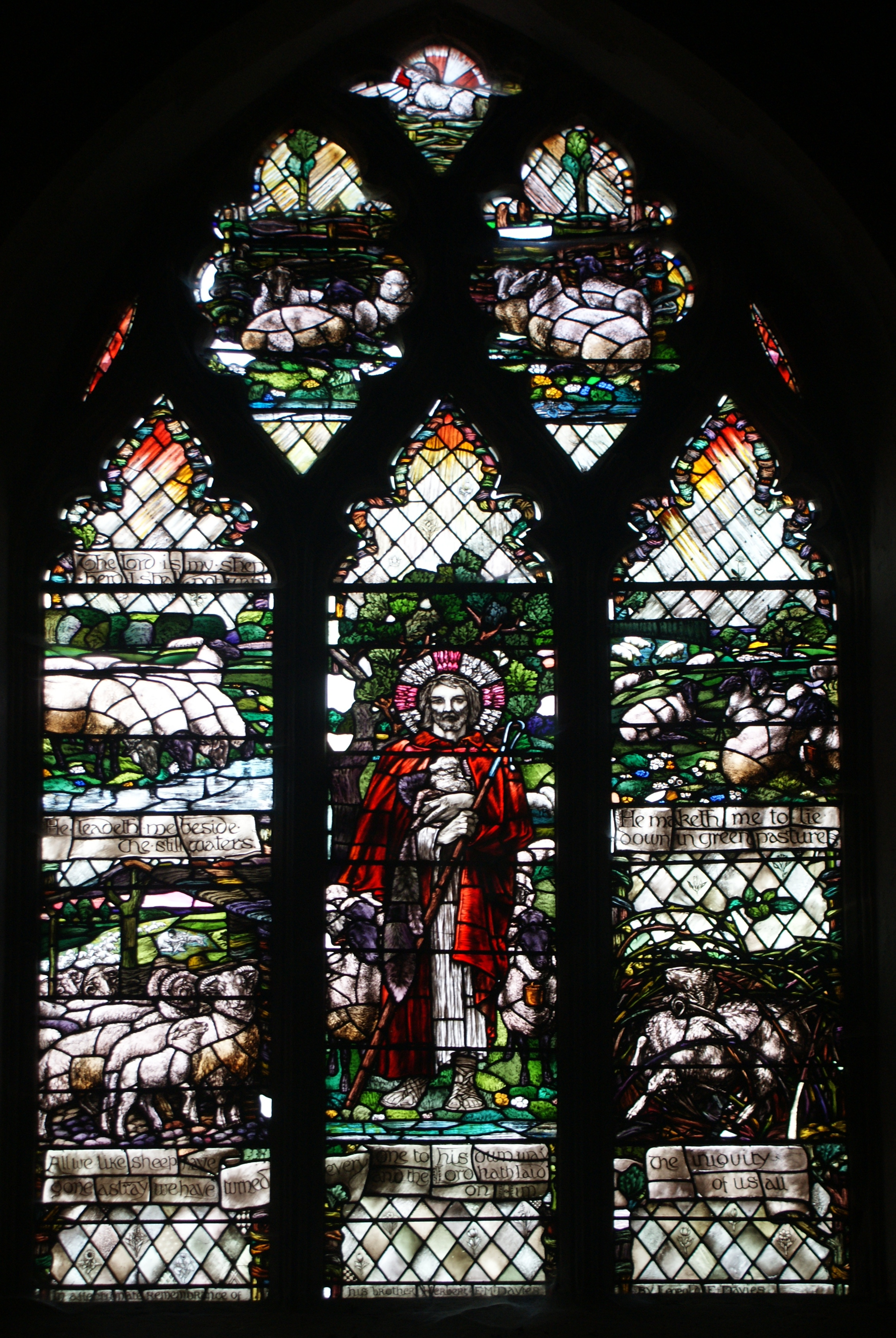
"The Good Shepherd" (1902), St Ethelbert. Herringswell. Suffolk

## 参考資料
- 『生活と芸術－アーツアンドクラフツ展 ウイリアム・モリスから民芸まで カタログ』（朝日新聞社、2008年）